# ウィル・オスプレイ
ウィル・オスプレイ（Will Ospreay、1993年5月7日 - ）は、イングランドの男性プロレスラー。エセックス州出身。AEW所属。

## 来歴
2012年4月1日、プログレス・レスリング（Progress Wrestling）のリングにてデビューを果たす。11月10日、NWA UKハンマーロックに参戦。ダレル・アレンと対戦し、初勝利を収めた。
2013年6月15日、レボリューション・プロレスリング（Revolution Pro Wrestling）が主催するWhen Thunder Strikesにて、ポール・ロビンソンとのタッグ・チーム、「ソーズ・オブ・エセックス（The Swords Of Essex）」として、プロジェクト・エゴ（クリス・トラヴィス&マーティン・カービー組）が保持するRPWブリティッシュ・タッグ王座に挑戦。これに勝利を収め、第11代王者組に戴冠し、自身初のタイトル奪取となった。
7月7日、フューチャー・プロ・レスリング（Future Pro Wrestling）が主催するFPWタッグ王座決定トーナメントにソーズ・オブ・エセックスとして出場。一回戦でローズ・オブ・ザ・リング（ジョナサン・ウィンザー&マスター・ジョエル組）に勝利。
2014年2月9日、二回戦でプロジェクト・エゴを下して決勝に進出を果たす。
5月11日、Crowning Glory 2014にて、アルファ・メイルズ（チャーリー・ギャレット&イスティン・リーズ組）、バングラ・ナイツ（ダレル・アレン&RJシング組）、ロンドン・ライオッツ（ジェームス・デイビス&ロブ・リンチ組）を交えた4WAYマッチ形式で対戦。この試合に勝利を収め、初代王者組に輝いた。
10月19日、RPWブリティッシュ・クルーザー級王座を保持するジョシュ・ボドムとタイトルマッチを行い、リッチ・スワンを交えたトリプルスレットマッチで対戦。これに勝利を収め、第9代王者に戴冠。
11月9日にリマッチを挑んできたボドムの挑戦を退けて、RPWクルーザー級王座の初防衛に成功。その後、ロッキー・ロメロ、ジミー・ハヴォック、マット・サイダルを相手に防衛を積み重ねていった。

2015年9月5日、前王者のボドムに敗戦し、王座から陥落した。

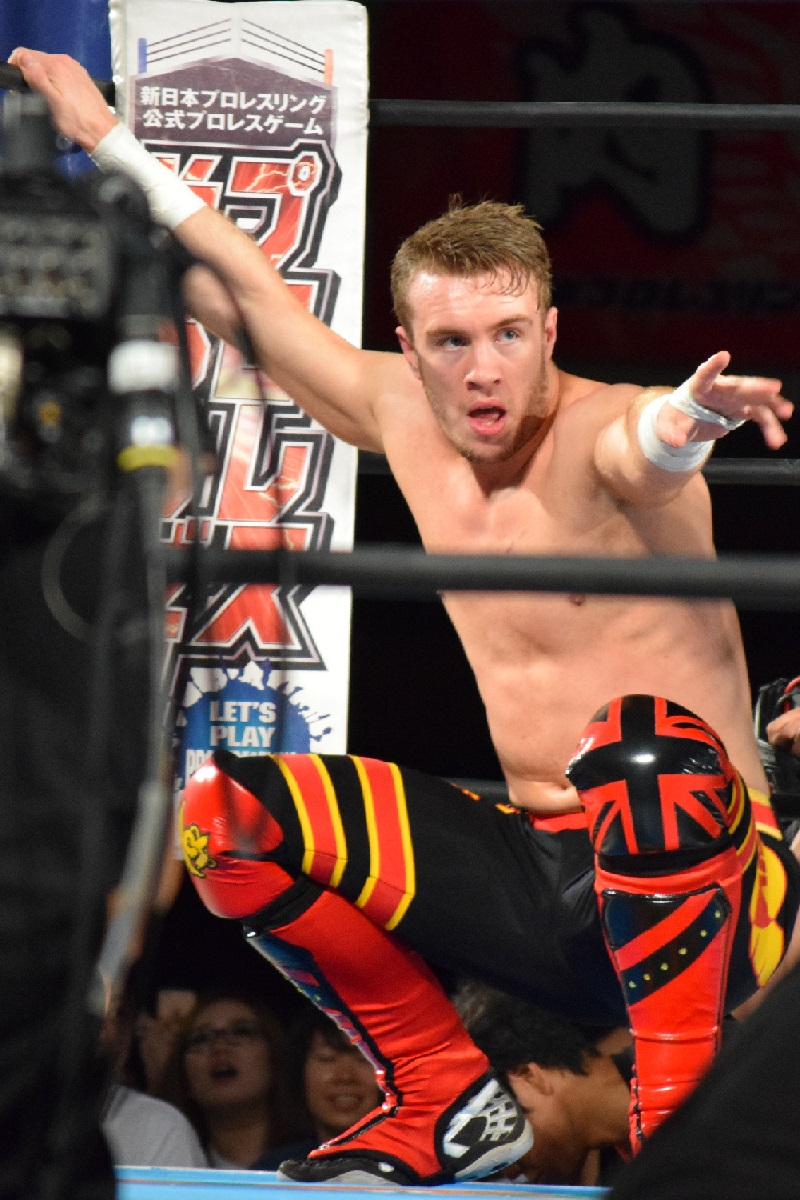
2016-05-29

2016年1月、TNAが主催する英国ツアーに同行し、同団体に初参戦を果たす。
1月30日、マンドリュースとタッグを組み、アメリカン・ウルブズ（エディ・エドワーズ&デイビー・リチャーズ組）が保持するTNA世界タッグチーム王座に挑戦したが、敗戦した。

### 新日本プロレス参戦
3月3日、新日本プロレスが主催するNEW JAPAN CUP開幕戦が行われた大田区総合体育館大会にて、オカダ・カズチカの推薦によって、VTRで登場。オカダが所属するユニットCHAOSの新たな一員になると同時に、KUSHIDAの保持するIWGPジュニアヘビー級王座に挑戦することを表明した。4月10日、INVASION ATTACK 2016にて、KUSHIDAの保持するIWGPジュニアヘビー級王座に挑戦したが、最後はホバーボードロックを極められ敗戦した。5月、新日本が主催するジュニアヘビー級選手のリーグ戦、BEST OF THE SUPER Jr.に初出場にして初優勝を果たす。
2017年10月9日、KUSHIDAの王座に3度目の挑戦。オスカッターで初めてKUSHIDAに勝利して、王座を初戴冠した。11月、大阪大会でマーティ・スカルを相手に初防衛に挑むが、丸め込みで敗れ、約1ヶ月で王座から陥落した。その後、前王者のKUSHIDA、前々王者の高橋ヒロムがリングイン。ヒロムから4WAYマッチが提案されて全員が承諾。翌年1月4日の東京ドームでIWGPジュニアヘビー級選手権試合史上初の4WAYマッチが決定した。
2018年1月4日、東京ドーム大会でIWGPジュニアヘビー級選手権試合4WAYマッチに勝利し、王座奪還。
1月5日、CHAOSとロス・インゴベルナブレス・デ ハポンの10人タッグマッチ終了後、4WAYマッチ終了後に「リマッチはしない」と言ったヒロムにTIME BOMBでKOされ、次シリーズで王座を懸けてシングルで対戦が決定。そして2月の大阪大会で勝利し、初防衛に成功。
4月、両国国技館大会で前王者マーティ・スカルを相手に2度目の防衛戦を行う。30分の死闘を制し、2度目の防衛に成功する。試合終了後、試合中継のゲスト解説だったKUSHIDAを指名した。
5月、レスリングどんたく2018最終日の福岡大会でKUSHIDAと対戦。この試合でシリーズ中にも繰り出した新技ストーム・ブレイカーで勝利し、3度目の防衛に成功。東京ドーム大会の4WAYマッチで闘った3人からの防衛に成功した。その後、BEST OF THE SUPER Jr.に3回目の出場を果たす。結果は5勝2敗10点で1位タイだったが、同じく1位の石森太二に開幕戦で敗れたため、優勝決定戦進出とはならなかった。
6月9日、大阪城ホール大会でスーパージュニアを制した髙橋ヒロムが今年3度目の挑戦を果たす。結果は20分20秒TIME BOMBからの体固めで敗北。王座防衛とはならなかった。
6月28日、自身の団体であるFrontline Wrestlingの旗揚げ興行「Build Me An Empire」を行った。
9月、ヒロムの王座返上により、IWGPジュニアヘビー級王座決定トーナメントにエントリーされ、アメリカ大会でマーティ・スカルと対戦するも敗北。
10月、両国国技館大会で第20代NEVER無差別級王者のタイチから6人タッグマッチでピンフォール勝ちを収め、王座に挑戦表明をする。しかし、シリーズ中にイギリスで脇腹を負傷し、シリーズ欠場が決定。タイチとの試合は白紙となってしまった。
12月、WORLD TAG LEAGUE優勝決定戦で、NEVER王座から陥落したタイチとのシングルマッチがついに実現。この試合は次期NEVER無差別級王座挑戦を懸けたナンバーワンコンテンダーマッチであり、勝利した方がNEVER無差別級王座に挑戦できるというもの。
タイチからの非情なる攻撃にも堪え、最後はストームブレイカーで勝利。次期NEVER無差別級王座挑戦権を獲得する。
2019年1月4日、東京ドーム大会に於いて、飯伏幸太の所持するNEVER無差別級王座に挑戦。ストーム・ブレイカーで勝利し王者となった。
2月、後楽園ホール3連戦に出場。初日では棚橋弘至とタッグを組み、ランス・アーチャー＆デイビーボーイ・スミス・ジュニアのK.E.Sと対戦。スミスにオスカッターを決め、勝利を収める。2日目はNEVER無差別級選手権試合を行い、挑戦者のダルトン・キャッスルに勝利し、初防衛に成功。最終日では後藤洋央紀と組んで、ダルトン・キャッスル、ジェフ・コブ組と対戦。かなりの体格差をほこるジェフ・コブにヒドゥンエルボーでKOし、ストームブレイカーでピンフォール勝ちを収めた。
3月6日、旗揚げ記念日スペシャルシングルマッチとして、第68代IWGPヘビー級王者のジェイ・ホワイトと対戦するも、敗北した。試合終了後、ジェイに痛めつけられるも、飯伏、棚橋、オカダ、後藤が救出に入った。
3月9日、NEW JAPAN CUP2019にエントリー。1回戦でバッドラック・ファレ、2回戦でランス・アーチャーといわゆるスーパーヘビー級レスラーから勝利を収め、準々決勝に進出するも、オカダ・カズチカに敗北し敗退した。
4月、マディソンスクエアガーデン大会でジェフ・コブとNEVER無差別級王座、ROH世界TV王座のダブル選手権試合を行う。結果はツアー・オブ・ジ・アイランドに敗れ、NEVER無差別級王座から陥落した。
6月5日、新日本が主催するジュニアヘビー級選手のリーグ戦、BEST OF THE SUPER Jr.に4回目の出場を果たし見事3年ぶりの2回目の優勝を果たす。その上、新日本プロレス参戦から無敗を誇っていた鷹木信悟に決勝戦で初黒星をつけてみせた。それから4日後の大阪城ホール大会でIWGPジュニアヘビー級王座に挑戦。第84代王者ドラゴン・リーに勝利し、3度目の戴冠を果たす。
6月29日、オーストラリアのメルボルンでバレットクラブのロビー・イーグルスを相手に初防衛戦を行う。試合は34分04秒で勝利し、初防衛を果たす。その後、イーグルスと握手を交わす。翌日、シドニーのニューサウスウェールズ大学で行われた大会でイーグルスがバレットクラブから脱退。CHAOSへと新加入する。そして2人はタッグを結成。
7月、IWGPジュニアヘビー級王者としてG1 CLIMAX 29に初エントリー。最終9戦目で棚橋弘至から勝利し4勝5敗でリーグ戦を終えた。
8月22日〜25日、3年ぶりに開催されたSUPER J-CUP2019にエントリーし、準決勝まで進出するも、エル・ファンタズモにまたも敗北してしまい、決勝進出とはならなかった。
8月31日、地元イギリスにてロビー・イーグルスとのタッグでIWGPジュニアタッグ王者組の石森太二&エル・ファンタズモ組から直接勝利し、9月16日の鹿児島アリーナ大会でジュニアタッグ選手権が決定。高度な連携技やハイフライムーブで王者組を追い込むも、最後はイーグルスがフォール負けしてしまい、シングル・タッグ2冠とはならなかった。
10月、両国国技館大会にてエル・ファンタズモとのIWGPジュニアヘビー級選手権が行われ、防衛に成功する。そして、11月3日にかけて行われるSUPER Jr.TAG LEAGUEにイーグルスとのタッグでエントリー。エル・デスペラード&金丸義信組との最終戦にて、フィニッシュを決めようとするもBUSHIが毒霧を噴射。この行為によってオスプレイ&イーグルス組はリーグ敗退となった。
2020年1月4日、『WRESTLE KINGDOM 14 in 東京ドーム』で行われたIWGPジュニアヘビー級選手権試合にて、挑戦者高橋ヒロムと対戦。TIME BOMB IIで3カウントを奪われ、王座から陥落する。
2月2日、北海道・北海道立総合体育センター 北海きたえーるで行われたpresents THE NEW BEGINNING in SAPPOROの第7試合でザック・セイバーJr.がもつRPWブリティッシュ・ヘビー級王座に挑戦するも、レフェリーストップで王座奪還に失敗。
2月14日、Revolution ProWrestlingのYork Hall大会にてザックとRPWブリティッシュ・ヘビー級王座をかけて再戦。ストームブレーカーで3カウントを奪い、同王座の初戴冠を達成する。この試合後、Twitterにてヘビー級への転向についてコメント。20日には正式にヘビー級に転向することを明らかにした。
しかし、新型コロナウイルスの感染拡大に伴う大会自粛によってイギリスに留まっていた最中の6月20日、twitterで#SpeakingOut運動で告発された、2017年に自身がイギリスの団体IWLに対してある女子選手を外さなければ会場を使わせないという旨のパワハラの告発に対する主張を発表した。なお、既に告発者への謝罪も済んでおり、オスプレイは選手を解雇させるような力は自身にはないとしている。

### ヘビー級転向、THE EMPIRE結成
2020年9月19日から開催されたG1 CLIMAX 30で新日マットに復帰。6勝3敗の勝ち点12でオスプレイの優勝決定戦進出はならなかった。大会期間中の10月16日、オカダ戦の最中にオスプレイはガールフレンドのビー・プレストリーおよびイギリス遠征中だったはずのグレート-O-カーンによる乱入を利用して試合に勝利し、直後、オカダにヒドゥン・ブレイドを見舞って造反をアピールした。オスプレイは、試合後のバックステージでCHAOS脱退を宣言し、10月18日より自らを中心とした新ユニット「THE EMPIRE」を立ち上げる。
2021年1月4日、『WRESTLE KINGDOM 15 in 東京ドーム』第5試合のスペシャルシングルマッチでオカダ・カズチカと対戦。35分超えの死闘だったが最後は長らく封印していたレインメーカーを決められ3カウントを奪われ敗退。1月6日、試合後のマイクパフォーマンスでユニット名を「THE EMPIRE」から「UNITED EMPIRE」と改めることを宣言した。
3月、NEW JAPAN CUPに2年ぶり2度目のエントリー。1回戦で天山広吉、2回戦でザック・セイバーJr.、準々決勝でSANADA、準決勝でデビッド・フィンレーから勝利し、決勝戦で鷹木信悟と対戦し勝利。NEW JAPAN CUP初優勝を果たす。
そして、4月4日の両国国技館大会にて、飯伏幸太の持つIWGP世界ヘビー級王座への挑戦が決定した。この挑戦表明の際、そばにいたビー・プレストリーにオス・カッターを見舞い、彼女を「UNITED EMPIRE」から追放した。
4月4日、両国国技館で飯伏の持つIWGP世界ヘビー級王座に挑戦。最後はヒドゥン・ブレイドからストームブレイカーを決めて3カウントを奪取、同王座を初めて戴冠した。イギリス人の王座戴冠は、IWGP世界ヘビー級王座の前身であるIWGPヘビー級王座及びIWGPインターコンチネンタル王座を含めても史上初となった。翌日、新IWGP世界ヘビー級王者として会見に臨み、IWGP世界ヘビー級王座の分割を望む声に対して明確に拒否する、同じイギリス人でWWE王座を戴冠したことがあるドリュー・マッキンタイアとの対戦を希望するなど、6つの項目に分けて所信表明を行なった。
5月4日、福岡大会で鷹木信悟を破り初防衛に成功。しかし、試合中に首を負傷したため、次期シリーズの欠場とIWGP世界ヘビー級王座の返上を余儀なくされた。
8月14日（現地時間）、ロサンゼルス大会にてサプライズ登場。手には返上したはずのIWGP世界ヘビー級王座ベルトを持っており、「鷹木信悟は暫定王者だ」と豪語し、以降も王者を主張し欧米を中心にで活動していた。その後、11月15日に新日本側が挑戦を認め、WRESTLE KINGDOM 16の2日目にて、1日目の鷹木対オカダの勝者との王座戦が決定した。
2022年5月1日、IWGP・USヘビー級王座決定戦で棚橋弘至と対戦予定だったが、コロナウイルスに感染したことにより欠場した。
2023年1月5日、前日のIWGP世界ヘビー級王座戦に勝利したオカダ・カズチカと同王座を懸けて対戦。試合途中では場外の鉄骨からムーンサルトアタックを放つなどのシーンもあったが、オカダのレインメーカーの前に敗れた。
6月25日（現地時間）、『AEW x NJPW: FORBIDDEN DOOR』にて、ケニー・オメガが持つIWGP USヘビー級王座に挑戦。壮絶な流血戦の中でヒドゥンブレードからのストームブレイカーでフォール勝ち。USヘビー王座返り咲きを果たす。
USヘビー級王者として挑んだG1CLIMAX33では、決勝トーナメントに進出するも準決勝で内藤哲也の前に敗退した。準決勝後のバックステージで自作のUKモデルIWGP USヘビー級ベルトを「内藤を倒した後に見せるつもりだった」と披露しつつ、この時点のベルトについては「そのゴミは事務所に持っていってくれ。必要ない」とコメントを残した。以降、IWGP UK王者を自称するようになる。しかし、11月4日に海野翔太を下し3度目のUS(UK)王座の防衛に成功した直後、デビッド・フィンレーの手によってUS・UK王座のベルトが2本とも破壊されてしまう。
11月19日AEWのPPV「FULL GEAR」に登場。同団体との契約をし来年2月からの合流を予定していると発表された。AEWへの移籍を決めた理由として、母国イギリスからアメリカへの通い参戦が認められていることが最大の理由と後に明かした。
2024年1月4日、WRESTLE KINGDOM 18にて行われた初代IWGP GLOBALヘビー級王座決定戦でデビッドフィンレーに敗れる。
2月11日、エディオンアリーナ大阪で行われたUNITED EMPiREとWAR DOGsの金網戦で60分超えの試合を展開するも最後は有刺鉄線を巻いたフィンレーのオーバーキルで敗れた。その後ファンに挨拶をして新日本プロレスのリング、花道を後にした。

### AEW時代
2024年5月26日、ロデリック・ストロングを破り、AEWインターナショナル王座を戴冠した。

## 得意技
高い身体能力を生かした空中殺法を得意とし、初のBEST OF THE SUPER Jr.で同じハイフライヤーのリコシェと繰り広げた空中戦は世界的な賛否両論を集め、ビッグバン・ベイダーが批判的なコメントを出すほどの反響を呼んだ。
ヘビー級転向後も同様のファイトスタイルを維持していたが、「UNITED EMPIRE」を立ち上げてからはハイフライ系の技を極力控え打撃技を中心にラフファイトや非情な攻めも辞さない試合を組み立てていくスタイルになった。

### フィニッシュ・ホールド
ストーム・ブレイカー
リバース・フルネルソンの体勢から、カナディアン・バックブリーカーの体勢で持ち上げて、片手のクラッチを解き、相手の身体を横一回転させて放つ変形のネックブリーカー。2018年5月以降はオスプレイの最上位のフィニッシャーとして使用。
リープ・オブ・フェイト
コーナー上に直立しながら跳躍し、前方に630度回転して放つセントーン。G1 CLIMAX 33初戦で初披露。現在も飛び技系のフィニッシャーとして用いられる。
オス・カッター
助走を付けてセカンドロープに飛び乗りながら背面にいる相手の首を捕らえながらダイヤモンド・カッターを決める。相手のダメージが不十分な場合、カッターを決められずに相手から捕まるケースや、空中でトラース・キックやドロップキックによる迎撃を受けるケースが見られる。
新日本に参戦し始めてからしばらくの間は、この技を主なフィニッシャーとしていた。現在は先述のパターンで技が決まらないケースやキックアウトされるケースも見られるが、引き続きフィニッシャーとしても使用している。
スーパー オス・カッター
オス・カッターをコーナートップから繰り出すオス・カッターの上位バージョン。この場合、首を掴んだままストームブレイカーに繋げることもある。一度セカンドロープに乗りトップロープに飛び乗ってから放つ。
雪崩式オス・カッター
コーナー最上段に座らせた相手に対し、エプロンからトップロープに飛び乗り、スワンダイブ式で相手に飛びついて顔面からマットに叩きつける雪崩式変型オスカッター。
合体式オス・カッター
グレート-O-カーン、ジェフ・コブが相手を持ち上げそこにスーパーオスカッターを決める変形オスカッター。

### 打撃技
チェルシー・グリン
相手の背中合わせの状態で頭部を左肩に固定し、ネックブリーカーの体勢で、クラッチを解くと同時にその場で反転し、無防備な相手の後頭部に右肘を叩き込むネックブリーカー式エルボー・バット。ヘビー級転向後に多用し始めたエルボー技の進化形技。クリス・ヒーローも同型の技を使用している。
ヒドゥン・ブレード
座っている相手の後ろに自ら対角線から助走して座っている相手の後頭部に真横の形で放つバック・エルボー。正面から放つ場合もある。最近ではフィニッシャーとして使うことが増えている。
エルボー
スーパーキック
ハイキック
ロビンソン・スペシャル
コークスクリューキック。
自身が720°錐揉み回転しながら飛び上がり、四つん這い状態となっている相手の後頭部を蹴りつける。
ハンドスプリング式レッグラリアット
ロープへと逆立ちするように倒立して、その反動を利用して放つ蹴り技。
チーキー・ナンドス・キック
リングに背を向ける形で相手をセカンドロープに乗せた後、首を捕らえて相手の後頭部をターンバックルに密着させるように固定し、距離を取りながら上下逆さまとなった相手の顔面を蹴りつける。
サイレント・ウィスパー
相手の死角から弧を描くように側頭部を蹴りつける変型トラース・キック。
バイシクル・ニー
助走をつけて二段蹴りのモーションで軽く宙に舞上がり、振り上げた右膝で相手の顔面や顎、胸板をに下から突き上げるような膝蹴りを叩き込む。

### 投げ技
スープレックス
スーパープレックス
レインハム・メーカー
オカダ・カズチカのレインメーカーポーズから一連のレインメーカーの流れで最後にその場飛びのスパニッシュ・フライ。
スパニッシュ・フライ
正面から走ってくる相手の首を右腕でキャッチし、その勢いを利用して相手ごと月面宙返りして背中から叩きつける。その場飛び式スパニッシュ・フライ。フラミータのフィニッシュホールドのフラムフライと同型。主にカウンター式で放たれるが、自分から仕掛ける場合はレインメーカー式で放たれる。
フロート・オーバー・シットアウト・パワーボム
走り込んできた相手の対し、スパニッシュ・フライの体勢で組みつきながら自身は、後方宙返りをし、相手の後頭部を股下に挟み込んで着地し、そこから繰り出すシットダウン・パワーボム。
アイコノクラズム
コーナーに座らせた相手の両脇を抱え上げて、シットダウンパワーボムのような体勢で相手を前方に放り投げる技。
リバースブラディ・サンデー
リストクラッチ・ストーム・クレイドル
背後から右腕をハーフネルソン、左腕を股下でリストクラッチした状態で相手を担ぎ上げ、相手を前方回転させながらシットダウンしてマットに叩きつける変型マスキュラー・ボム。本家はHVWAのCJフェニックス。
ロンドン・ハズ・フォールン
相手をファイヤーマンズキャリーの体勢で両肩に担ぎ上げ両手で相手を高々とリフトアップして前方へ投げ落として、自らから開脚で尻餅をつきながら相手は顔面からマットに叩きつける変形のF5。土井成樹のDOI555と同型。技名は「ロンドン陥落」の意。
ストーム・ドライバー‘93
リバース・フルネルソンの体勢から捕らえた相手をマットと垂直になるまで担ぎ上げ、ジャンプして両膝着地で後頭部からマットに突き刺す。変形タイガー・ドライバー。

### 組み技
エセックス・デストロイヤー
所謂、カナディアン・デストロイヤー式DDT。フロントネックロックを極めた体勢から前方に回転するように跳躍し、相手を頭頂部からマットに突き刺す。
スタンドッグ・ミリオネア
相手にブレーンバスターで担ぎ上げられた瞬間に身体を捻り、空中で体勢を入れ替えて相手の頭部を左肩に固定し、そのまま臀部からマットに着地して相手の顔面を打ち付ける変型スタナー。

### 関節技
足4の字固め

### 飛び技
ピッピー・チェリオ
スワンダイブ式フライング・フォアアーム。
ミサイルキック
トルニージョ
サスケ・スペシャル（ロンダート）で場外の相手にトルニージョでぶつかっていく変形のケブラーダ。
エアー・アサシン
リングに背を向けながらコーナー上に立ち、後ろに跳躍しながら前方回転しつつ、身体を浴びせていくボディ・プレス。SUGIがエルブレイザー時代から使用しているライトニング・ストラックと同型。
コークスクリュー・シューティング・スター・プレス
コーナー上に直立し、リング内に向かってバック宙しながら跳躍し、空中で錐揉み回転を加えながら横たわる相手に身体を浴びせていくプレス技。
シューティング・スター・プレス
従来の型を使用しているが、空中で360°錐揉み回転を加えながら放つコークスクリュー式も得意とする。またエプロンから場外へのシューティング・スター・アタックも得意とする。
バーニング・スター・プレス
相手をトップロープに掛けた状態から放つシューティング・スター・プレス。
ファイヤーバード・スプラッシュ

## タイトル歴
AEW

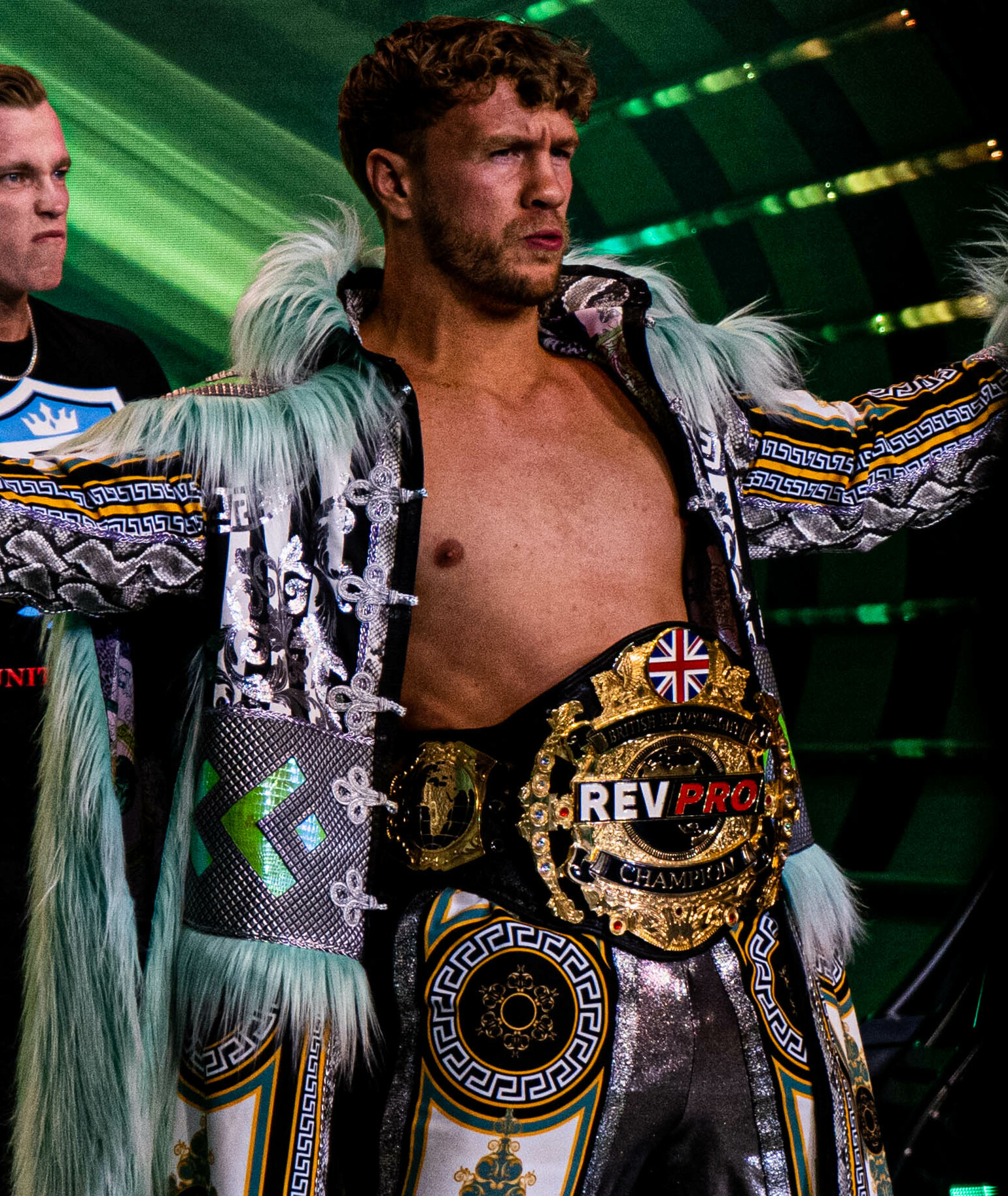
RPWブリティッシュ・ヘビー級王座

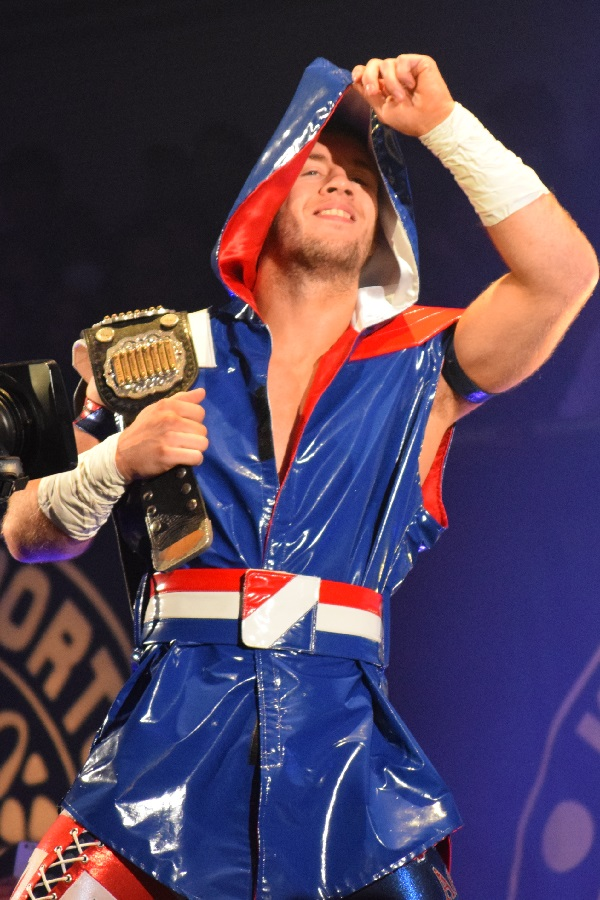
RPWブリティッシュ・ヘビー級王座

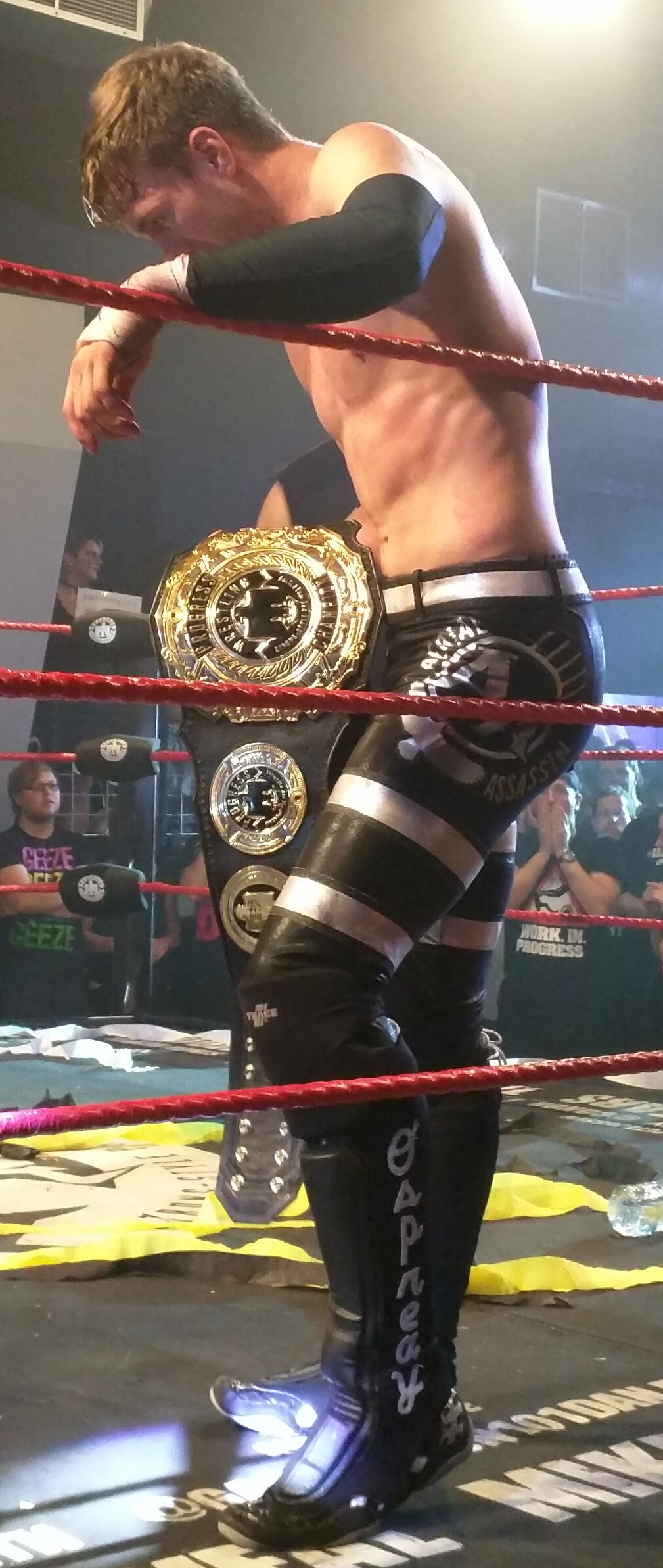
プログレス王座

- AEWインターナショナル王座（第7、9代）

新日本プロレス
- IWGP世界ヘビー級王座（第2代）
- IWGP USヘビー級王座（第16、18代）
- NEVER無差別級王座（第23代）
- IWGPジュニアヘビー級王座 （第78、80、85代）
- BEST OF THE SUPER Jr. 優勝（2016年、2019年）
- NEW JAPAN CUP 優勝（2021年）

ROH
- ROH世界TV王座（第13代）

FPW
- FPWタッグ王座（初代, w / ポール・
ロビンソン）

ルチャ・ブリタニア
- ルチャ・ブリタニア世界王座 : 2回

プログレス・レスリング
- プログレス王座（第6代）
- スーパー・ストロング・スタイル16 優勝（2015年）

RCWA
- RCWA Elite-1王座 : 1回

RPW
- RPWブリティッシュ・ヘビー級王座 （第24代）
- RPWブリティッシュ・クルーザー級王座（第9、13代）
- RPWブリティッシュ・タッグ王座（第11代, w / ポール・ロビンソン）

SWE
- SWEスピードキング王座 （第6代）

ウォーリアーレスリング
- ウォーリアーレスリング王座 : 1回

1PW
- 1PW世界ヘビー級王座 （第8代）

プロレス大賞
- 年間最高試合賞（8月18日日本武道館、G1 CLIMAX 32 決勝戦、オカダ・カズチカ vs.ウィル・オスプレイ）（2022年）

## 入場曲
- Elevated / It Lives, It Breathes CHAOS所属 ジ・エアリアル・アサシン時代のテーマ曲（2017年10月9日-2020年11月2日、2023年1月4日-）
  - この曲は2017年10月9日の興行から使用されたが、UNITED EMPIRE結成に伴って、2020年11月2日を最後に使われなくなったが、2023年1月4日の「アントニオ猪木追悼大会 レッスルキングダム17 〜闘魂よ、永遠に〜」で、ニックネームを「コモンウェルス・キングピン」から「ジ・エアリアル・アサシン」に戻すと同時に復活した。[41]
- Bring it Down - Zenith of God - 前バージョンのマイナーチェンジ版（2022年1月5日-2022年11月20日、2023年1月5日-通常の試合時に使用継続中）
  - この曲は前バージョンの「Bring it Down」にオーケストラのアレンジが加わった前バージョンのマイナーチェンジ版として2022年1月5日のレッスルキングダム16から使用されたが、前述のニックネームが「ジ・エアリアル・アサシン」に戻っても通常の試合で継続して使用されている。
  - 入場時の映像は使用当時、映像の冒頭で「REAL WORLD Champ」と流れていたが、「ジ・エアリアル・アサシン」に戻ったことに伴い、2023年1月5日から「RETURN OF THE ASSASSIN」に変わった。[42]
- Bring it Down UNITED EMPIRE結成からのテーマ曲（2020年12月11日-2021年5月4日）
  - 前述のUNITED EMPIRE結成から2ヶ月後の2020年12月11日から使われたが、ウィルが負傷欠場となって以降は使われなくなったが、前述の新バージョンにアレンジされた。